# Sergei Klyugin
Sergei Petrovich Klyugin (russo: Сергей Петрович Клюгин; Kineshma, 24 de março de 1974) é um campeão olímpico russo, especializado no salto em altura.
Foi campeão olímpico desta prova em Sydney 2000, saltando a marca de 2,35 m. Uma medalha de bronze no Campeonato Europeu de Atletismo de 1998, em Budapeste, é sua outra única conquista de nível internacional. Sua melhor marca pessoal é 2,36 m, conseguida em Zurique, em junho de 1998.